# Felipe Santiago Matta Aguirre
Felipe Santiago Matta Aguirre (Copiapó, 28 de septiembre de 1869-Santiago, 23 de mayo de 1938) fue un ingeniero y empresario metalúrgico y político chileno, miembro del Partido Radical (PR). Se desempeñó como gobernador de Taltal, diputado por Copiapó entre 1912 y 1915 e intendente de la provincia de Atacama entre 1926 y 1927.

## Familia y estudios
Nació en la comuna chilena de Copiapó el 28 de septiembre de 1869, hijo de María Ester Aguirre Toro y del ingeniero y empresario metalúrgico Felipe Santiago Matta Goyenechea, quien fuera constructor del Ferrocarril de Copiapó a Puquios, así como también, regidor y alcalde segundo de Copiapó. Durante la revolución de 1859, fue comandante de uno de los batallones rebeldes radicales. Fallecido en 1876, Felipe Santiago hijo (de seis años) quedó a cargo de su tío, Manuel Antonio Matta Goyenechea, quien fuera uno de los fundadores del Partido Radical; además de diputado, senador, y ministro de Estado durante el gobierno del presidente Jorge Montt.
Realizó sus estudios primarios y secundarios Liceo de Copiapó, y luego se trasladó a Santiago para continuar los superiores en la Universidad de Chile, titulándose como ingeniero metalúrgico.
Se casó con Sara Ruiz Avalos, con quien tuvo cuatro hijos: Sara, Eugenio, Olga y Eliana. Sara contrajo matrimonio con el abogado Aníbal Cruzat Ortega, quien fuera diputado (1921-1924) intendente (1939-194) y senador (1940-1945), en representación también del Partido Radical.

## Carrera profesional y política
En el ámbito laboral, actuó como empresario de minas por más de dieciocho años, en la provincia de Atacama y otros centros mineros.
A nivel político, militó en las filas del Partido Radical (PR), ejerciendo como presidente de la colectividad en Copiapó. Durante la guerra civil de 1891, colaboró con el denominado «Ejército Congresista» contra el gobierno del presidente José Manuel Balmaceda, encontrándose en distintos hechos de combate, siendo ayudante de campo del Cuartel General. Una vez finalizado el conflicto bélico, se retiró a atender sus intereses particulares.
En 1894, por exigencias políticas, ocupó la secretaría de la Intendencia de Atacama. Posteriormente, en 1906, se desempeñó como elector de presidente por Copiapó, de Pedro Montt, a la postre presidente de la República (1906-1910).
Luego, en 1910, se incorporó al servicio diplomático, sirviendo como primer secretario de la Legación de Chile en México y Cuba. Regresó al país en 1911, para hacerse cargo de las gerencias de importantes negocios mineros; en 1914 aproximadamente, fungió como gerente de la Sociedad Minera "Caylloma". En ese ámbito, además, poseía en Copiapó empresas metalúrgicas a las cuales imprimió todo el "tesonero esfuerzo" del que era capaz.
En las elecciones parlamentarias de 1912, postuló como candidato a diputado por el Departamento de Copiapó, resultando electo para el período 1912-1915. En su gestión integró la Comisión Permanente de Relaciones Exteriores.
Entre 1926 y 1927, ejerció como intendente de la provincia de Atacama, nombrado por el presidente Emiliano Figueroa Larraín. Falleció en Santiago de Chile el 23 de mayo de 1938, a los 68 años.